# Haus der Schatten (1971)
Haus der Schatten (Originaltitel: The Night Digger) ist ein britischer Thriller-Film von 1971, der auf dem Roman Nest in a Fallen Tree von Joy Cowley basiert. Das Drehbuch wurde von Roald Dahl geschrieben, dessen Frau Patricia Neal auch eine Hauptrolle verkörperte. The Night Digger war der amerikanische Titel, das Buch wurde aber ursprünglich in Großbritannien als The Road Builder (dt.: Der Straßenbauer) veröffentlicht.

## Handlung
In einer verkommenen Villa am Stadtrand von London lebt eine alte Frau. Maura Prince, die sich um ihre blinde und herrschsüchtige Mutter kümmert, führt ein Leben voller Plackerei. In ihr eher unglückliches Leben tritt Billy Jarvis, ein gutaussehender junger Mann, der auf einem Motorrad fährt und als Heimwerker Arbeit sucht. Jarvis macht sich bald sehr unentbehrlich im Haus, aber seine engelhaften Gesichtszüge verbergen seine Charakterzüge, die das Leben beider Frauen bedrohen.

## Synchronisation
Die Synchronisation entstand 1990. Hier wurde die damals 89-jährige Theaterschauspielerin Annemarie Marks-Rocke auf Mrs. Edith Prince besetzt, da man eine authentische Darstellung wollte.
| Darsteller     | Rolle             | Deutscher Synchronsprecher |
| -------------- | ----------------- | -------------------------- |
| Patricia Neal  | Maura Prince      | Dorothea Kaiser            |
| Pamela Brown   | Mrs. Edith Prince | Annemarie Marks-Rocke      |
| Nicholas Clay  | Billy Jarvis      | Marco Kröger               |
| Graham Crowden | Reverend Bolton   | Wolfgang Draeger           |

## Kritiken
In einer damaligen Rezension schrieb die New York Times: „Sie bittet um Mitgefühl für ihr Leid, aber trotz der klaren Aussagen von Patricia Neal, Roald Dahl, Pamela Brown und einem jungen Newcomer, Nicholas Clay, ist die Glaubwürdigkeit viel bemerkenswerter als die Emotionen.“ Während DVD Talk schrieb: „The Night Digger hat keinen großen Ruf, aber ich fand es höchst ungewöhnlich und mehr als befriedigend.“ Cinema Retro nannte es ein unterschätztes Juwel und die RadioTimes fand die Produktion faszinierend.